# 士嘉堡城市中心
士嘉堡城市中心（英語：Scarborough City Centre）是加拿大安大略省多倫多的一個商業區。它是前士嘉堡市的核心商業區，於1998年併入多倫多。士嘉堡城市中心如今仍然是多倫多市中心以外的核心商業區之一。

## 特徵

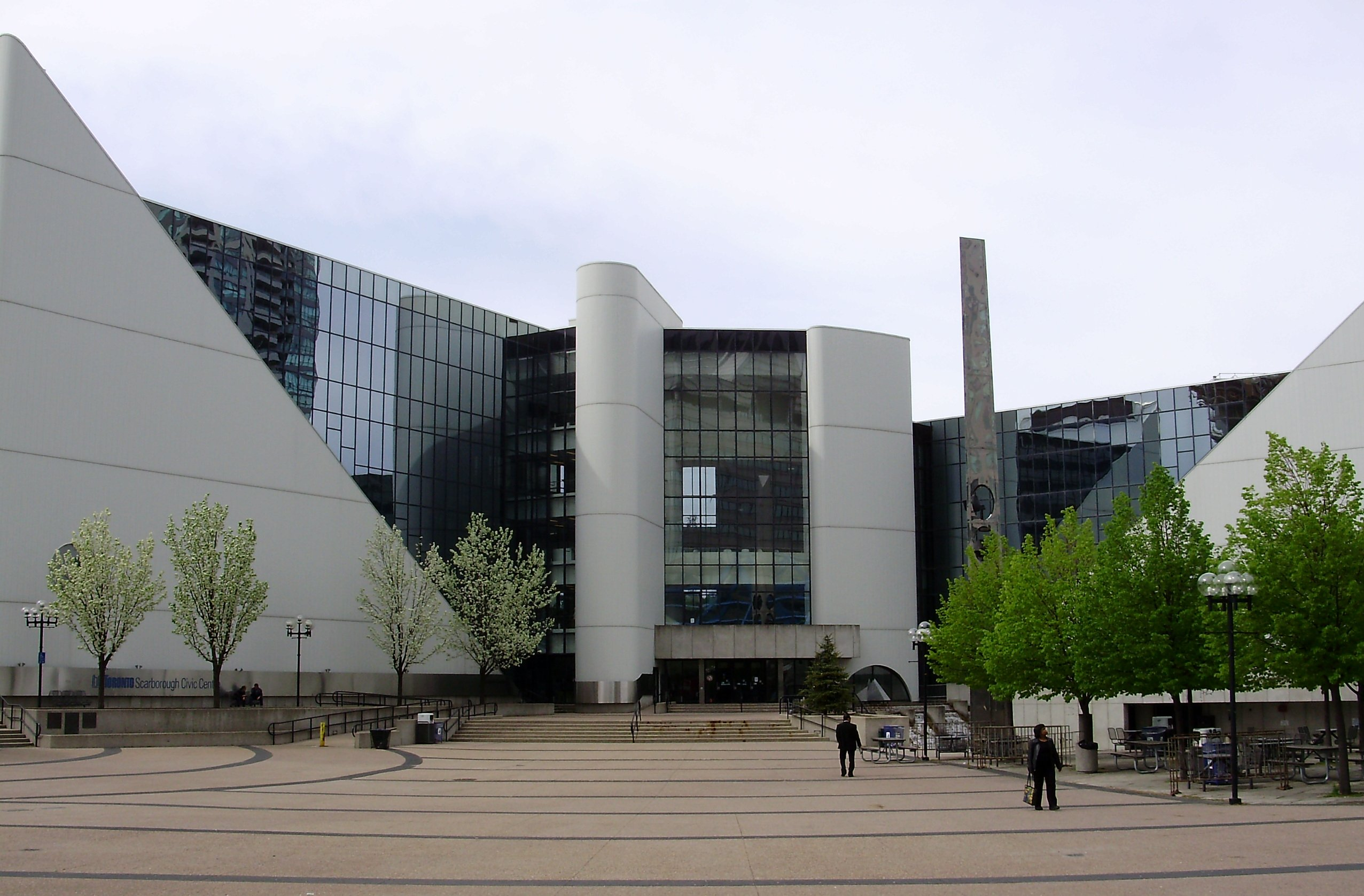
士嘉堡市政中心及亞厘畢·金寶廣場（Albert Campbell Square）位於士嘉堡城市中心。

它西接堅尼地道（Kennedy Road）及多實公園（Dorset Park），東接萬錦道及華賓（Woburn），南接艾斯美道（Ellesmere Road）及賓杜（Bendale），北接401號公路及愛靜閣（Agincourt）。其中央核心是士嘉堡市政中心（Scarborough Civic Centre）、亞厘畢·金寶廣場（Albert Campbell Square）、士嘉堡購物中心（Scarborough Town Centre）及加拿大中心大廈（Canada Centre Building）。
高層公寓圍繞著這些中央建築及公眾休憩用地，形成了社區的天際線。該區域的主要辦公大樓包括議局廣場（Consilium Place）辦公大樓，該大樓於1991年完工。在城市中心南側一帶中，有茂密的森林綠地，位於城鎮徑（Borough Drive）與艾斯美道（Ellesmere Road）之間。緊鄰城市中心以外的地區主要由工業園區及低密度住房組成。

## 歷史
在1940年代之前，該地區主要是農業區，最近的社區是愛靜閣及馬文（Malvern）。該地區早期的農場包括George Bick及Lena Bick夫婦的農場，他們用他們農場種植及加工的泡菜創立了Bick's Pickle品牌。雖然農場後被改建為住宅及工業用地，但生產設施仍繼續在進德路（Progress Avenue）上運營，直至2001年。

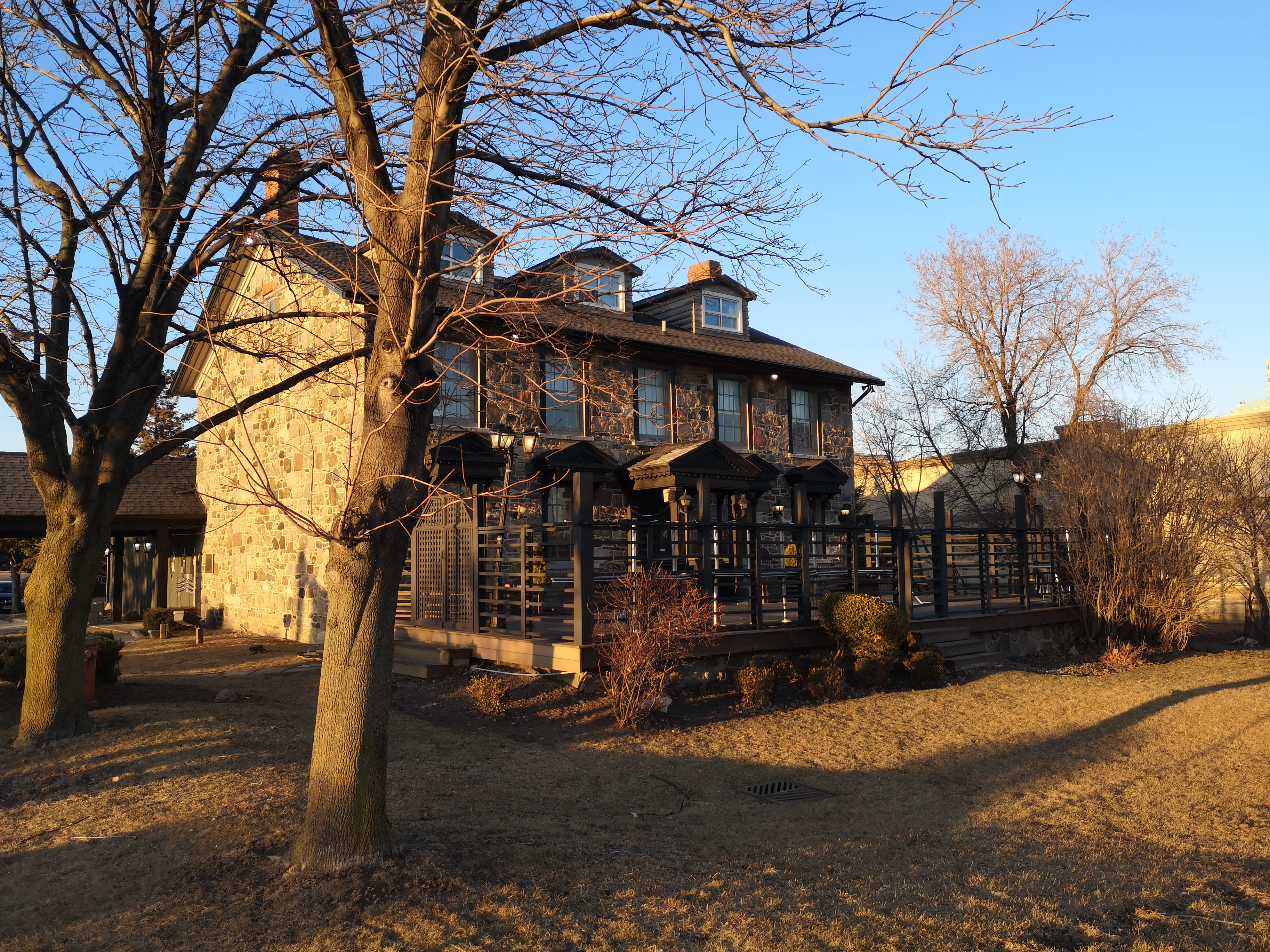
Scott House建於1841年，位於士嘉堡城市中心，初為民宅，後改建為食肆。

該地區的發展始於1950年代，當時401號公路穿過該地區。一個早期的發展是位於401號公路夾麥高雲道（McCowan Road）處的CFTO-TV電視演播室。1954年，當大多倫多市由約克縣劃出時，士嘉堡成為大多市的一部分。作為大多市政府規劃政策的一部分，提出了發展多倫多市周邊城市中心的計劃。士嘉堡市政中心是為了容納士嘉堡市政府及大多市政府的辦事處而建造的，而士嘉堡購物中心則建於1970年代。多倫多公車局的士嘉堡輕鐵線於1985年竣工。
21世紀初，該地區出現了數座高層公寓及辦公大樓。
在44個選舉區的市議會模式中，該地區以前被稱為第38選舉區士嘉堡中心（Scarborough Centre）。然而在2018年，採用了25個選舉區模式，將第38選舉區及第37選舉區合併為第21選舉區士嘉堡中心。
2018年12月，牛津地產（Oxford Properties）及艾奕康（AECOM）的計劃公佈，提議大規模改造城市中心地區。特別是在麥高雲道（McCowan Road）、冰梨道（Brimley Road）及401號公路之間。該提案包括調整士嘉堡購物中心周圍的進德路（Progress Avenue），並在該地區引入36座新住宅樓，以及全新的公園用地。

## 運輸

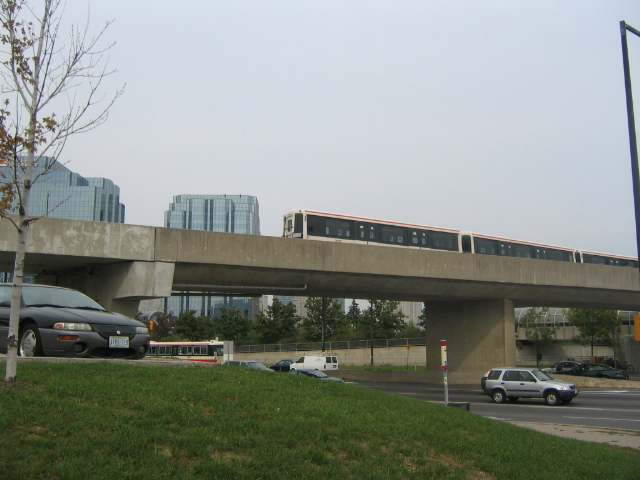
由多倫多地鐵3號線士嘉堡輕鐵出發的列車，在麥高雲站與士嘉堡中心站之間。

該社區與多倫多公車局（TTC）運營的公共運輸服務相連。士嘉堡中心站（Scarborough Centre station）是城市中心的主要車站，由TTC巴士系統及3號線士嘉堡輕鐵使用。除了士嘉堡中心站外，士嘉堡輕鐵的另外兩個車站都位於士嘉堡中心，美蘭站（Midland station）是士嘉堡中心以西的一個車站，位於城市中心的西部邊界，而麥高雲站（McCowan station）位於士嘉堡中心站以東，為輕鐵線路的終點站。3號線將被拆除，取而代之的是2號布魯亞－丹佛線（Bloor-Danforth）將延長，將於2029至2030年遷移士嘉堡中心站。延長後，2號線將提供由士嘉堡城市中心至多倫多市中心的單座車。
除市政交通外，士嘉堡中心巴士總站是由GO運輸巴士服務運營的通勤巴士服務。除GO運輸外，該總站還用於多個城際長途汽車服務。士嘉堡中心站與士嘉堡中心巴士總站相鄰，毗鄰士嘉堡購物中心及士嘉堡市政中心。
該社區以401號公路為界，這是一條東西向高速公路，將多倫多市一分為二。